# 挪威集团军 (德国国防军)

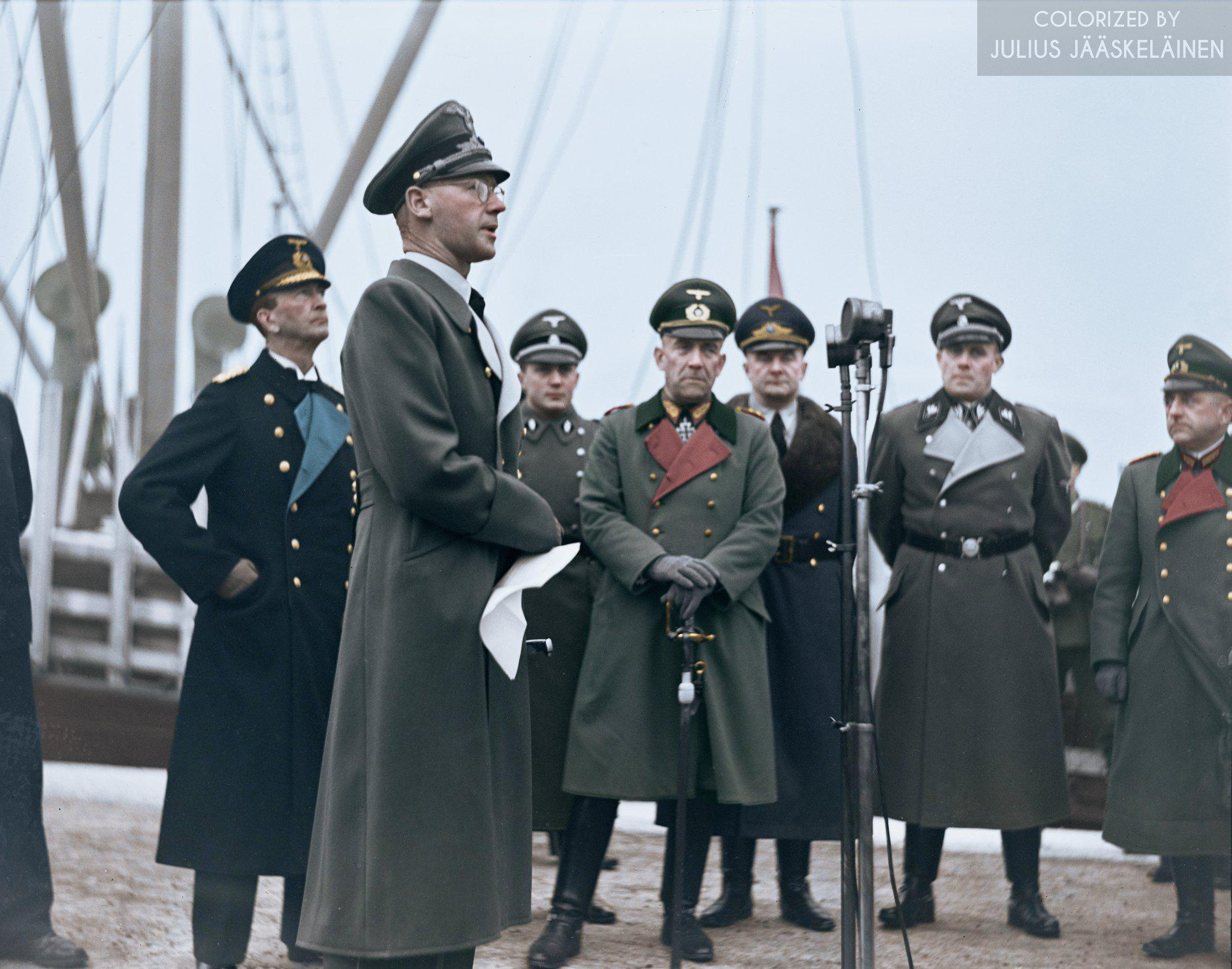
1940年圣诞节前，一艘载有德国士兵圣诞礼物的“圣诞船”（德语：Weihnachtsschiff）抵达奥斯陆港口。德国占领和第二次世界大战期间吉斯林政权期间的挪威总督约瑟夫·特博文将这批货物交给尼古拉斯·冯·法尔肯霍斯特，他是1940年至1944年间驻挪威德国军队的指挥官

挪威軍團（德語：Armee Norwegen），是二戰期間在挪威和芬蘭最北部地區作戰的德國国防军部队。挪威軍團隸屬於德国国防军挪威陸軍最高司令部（德語：Armeeoberkommando Norwegen，AOK Norwegen），它是控制遠北德軍的兩個陸軍梯隊總部之一。
德国国防军挪威陸軍最高司令部直接隸屬於國防軍最高指揮部。它於1940年12月由第21集团军群創建，該集团军群的前身是第21軍，挪威軍團於1944年12月解散，其部隊由第20山地軍團接管。
在軍團存在的4年里，指挥官只有一人，为尼古拉斯·馮·法爾肯霍斯特大将。

## 戰鬥序列
- 从1941年1月开始：
  - 第33军
  - 第36军
  - 挪威山地军
- 从1941年7月开始
  - 第33军
  - 第36军
  - 第70军
  - 挪威山地军
- 从1941年9月开始：
  - 第33军
  - 第36军
  - 第70军
  - 挪威山地军
  - 芬兰第3军
- 从1942年3月开始（德国第20山地軍團成立后）：
  - 第33军
  - 第70军
  - 第61军

## 註腳
1. ↑  Askey（2018年），第79页

## 資料來源
- Askey, Nigel. . Lulu.com. 2018-04-25. ISBN 978-1-312-41326-9.